# Bulevardul Traian din Chișinău

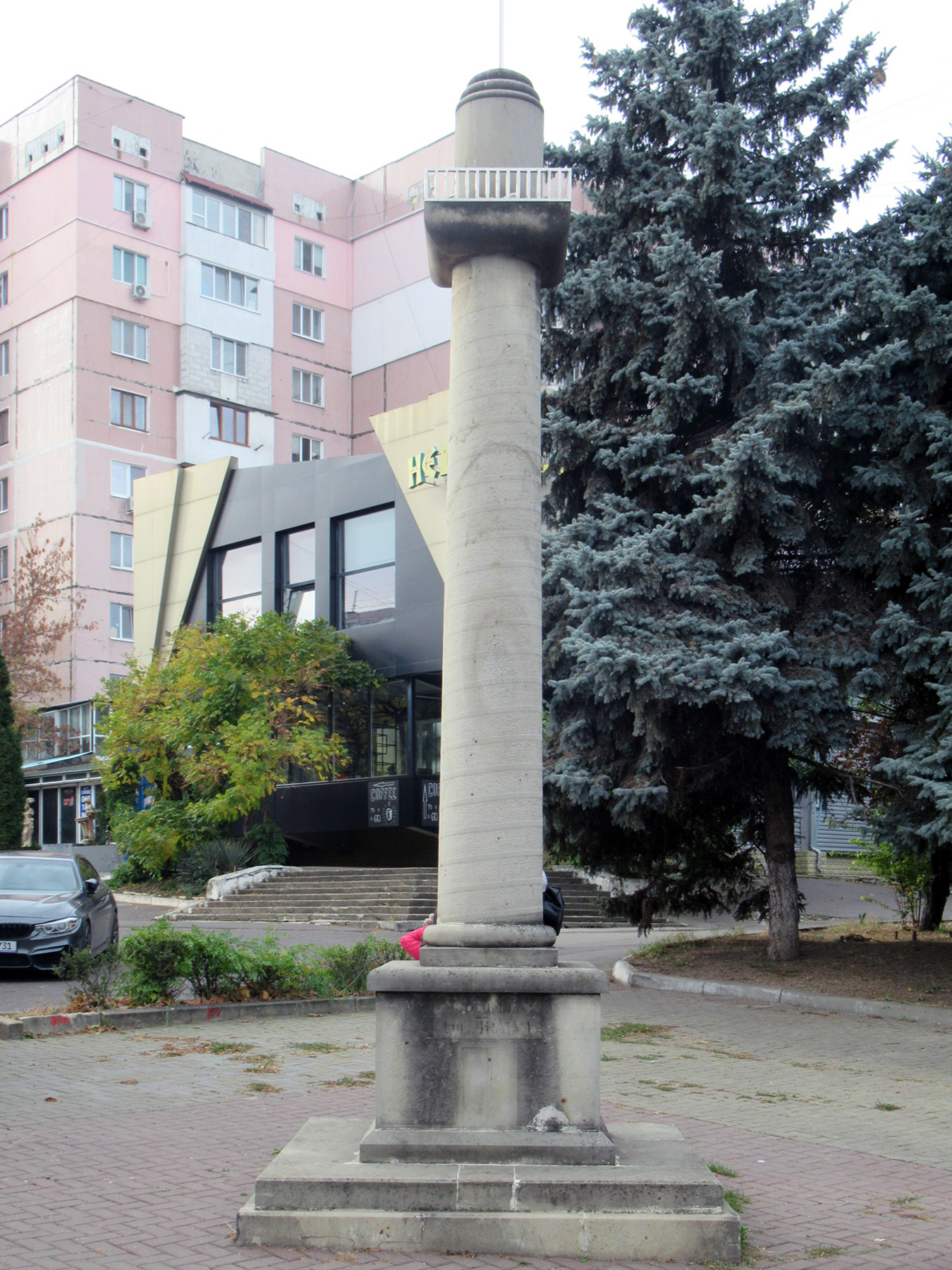
Columna lui Traian in miniatura

Bulevardul Traian (până în 1991 bd. Sovietskoi Armii, în trad. bd. Armatei Sovietice) se află în sectorul Botanica al Chișinăului. Are o lungime de 1,3 km. Unește bd. Dacia cu str. Grenoble și se intersectează cu strada Independenței. Poartă numele împăratului roman Traian, care a cucerit Dacia în anul 106.